# ハーツ (トランプゲーム)
ハーツ（英: Hearts）は、トリックテイキング系トランプゲームの一種。トリックアボイダンスゲームに分類され、なるべくトリックを取らないよう、特定のカードを取るのを避けるのが目標となる。様々な変種があり、その全てをハーツという場合とその代表例であるブラック・レディ（ブラック・マリアとも呼ばれる）のみをいう場合がある。なお本によっては「ハーツ」ではなくハートと表記されることもある。まず代表例であるブラック・レディのルールを説明する。
Microsoft Windows付属アプリケーションとしても知られている（Windows 95以降に標準で付属）。Windows XPでは通常のゲームのほかにインターネットハーツが付属されていたが、Windows Vista以降はインターネットハーツは付属されなかった。Xbox 360のXbox LiveアーケードにてHardwood Heartsがダウンロード配信されている。

## 歴史
ハーツの原型は、16世紀頃にヨーロッパで考案されたリバーシス (en:Reversis) というトランプゲームである。ハーツと同様に、マイナス点の付くカードをトリックで獲得しないことを目的にするゲームだが、ハーツとは点数の対象となるカードなどが異なっていた。また、全てのトリックを獲得することを「The Reversis」といい、これに成功するとボーナスポイントが得られた（ハーツには「シュート・ザ・サン」という名前でローカルルールとして残った）。リバーシスは、17世紀から18世紀にフランスの貴族の間で流行した。なお、リバーシスは、過去には「リバーシ (Reversi)」という別名があったが、ボードゲームのリバーシとは別のゲームである。
ハーツは、リバーシスの近代版として1880年代にドイツでルールが整備され、アメリカでブームになった。

## ブラック・レディのルール

### 人数
3 - 6人程度。4人がベスト。

### 使用するもの
ジョーカーを除いたトランプ1組52枚から、人数に従ってさらに以下のカードを抜いたものを使う。
- 3人の場合 : 2♣もしくは2♦を抜く。
- 4人の場合 : 何も抜かない。
- 5人の場合 : 2♣と2♦の両方を抜く。
- 6人の場合 : 2札の4枚全て、もしくは2♣と3♣と2♦と3♦の4枚を抜く。

この他、得点の記録のために筆記具を使う。

### ゲームの目的
このゲームでは以下の札がマイナス点となる。目標はマイナス点を取らないようにすることである。
- A♥~K♥の札 : マイナス1点
- Q♠ : マイナス13点

何度もゲームを繰り返し、誰かが定められたマイナス点（一般的にはマイナス100点）を越えるまで続ける。この時点で獲得したマイナス点に応じて順位を決定する。

#### 配札
ディーラーに指定されたプレイヤーは、カードを切り、自分の左隣りから順に1枚ずつ全てのカードを配る。誰がディーラーをしてもよいが、通常は各ディール（=手札を配ってからプレイが終了するまで）ごとに時計回りにディーラーが交代する。

#### カードの交換
各プレイヤーは、手札から3枚のカードを任意に選んで裏向きにして左隣りのプレイヤーに渡し、代わりに右隣りのプレイヤーから3枚のカードを受け取り、自分の手札に加える。なお、左隣りのプレイヤーに渡すカードを選ぶ前に右隣りのプレイヤーからのカードを見てはならない。

#### プレイ
各トリックは切り札のない通常のトリックテイキングゲームのルールに従う。すなわち、トリックと呼ばれる以下のミニゲームを手札がなくなるまで繰り返す。
1. 定められたプレイヤーが手札から任意の1枚を場に表向きに出す（「リードする」という）。
2. その後、時計回りに各プレイヤーが手札からカードを1枚ずつを表向きに場に出す。この際と同じスートのカードがある場合はそれらの中から任意の一枚を出し（「フォローする」という）、そうでなければ任意の一枚を出す（「ディスカードする」という）。リードされたスートの札があるのにそのスートの札を出さないのは反則である（「マストフォロー」ルール）。
3. 全員が一枚ずつ出し終わったらそのトリックは終了である。場に出された札は、リードされたスートの札の中で最も強いカードを出したプレイヤーのものになる。このプレイヤーは場の全て札を集め、手元に裏向きに置いておく。これらのカードは以後のゲームでは使わない。

カードの強さは上から順にA→K→Q→J→10→9→8→7→6→5→4→3→2である。
カードを獲得したプレイヤーが次のトリックのリードを行う。なお、最初のトリックのリードは（カードの交換の後で）クラブの2を持っているプレイヤーが行う。
以上のミニゲームを繰り返し、手札がなくなったらそのディールは終了である。各プレイヤーは獲得した札の中にあるマイナス点を数え、紙に書き加える。それが終わったらカードを配りなおし、次のディールを行う。
誰かが定められた点数（通常、マイナス100点）に達したらゲームは終了で、この時点でマイナス点が少ない方から順に順位がつく。

#### スラム
上述のように、このゲームでは獲得したマイナス点の札に応じてマイナスの得点がつくが、例外的に各ディールで一人のプレイヤーが全26点のマイナス点を全て集めた場合はスラムと呼ばれ、そのプレイヤーにはマイナスではなくプラスの26点がつく。なお、スラムは「シュート・ザ・ムーン」、「ゴーイング・フォー・コントロール」、「ランニング・ハーツ」などとも呼ばれる。

#### オプショナル・ルール
主要なオプショナル・ルールとして以下のものがある。
1. マイナス点の札がプレイされるまで（または、手札がマイナス点の札だけになるまで）は、ハートのカードをリードすることができない。マイナス点の札をプレイすることを「ハートをブレークする」という。
2. ラウンドの最初のトリックではペナルティ・カードをプレイすることはできない。ただし、手札がすべてペナルティ・カードの場合は例外である。
3. 特定のカード（通常はクラブの2かスペードのQ）を交換できないことにしているグループもある。

以上のルールはハーツをプレイするグループごとに決めるものである。ゲームを始める前に、どのルールを使うのか確認しておくとよい。

## ローカル・ルール

### オープニング・リード
最初のトリックでは2♣を持っているプレイヤーに戦略の自由度がないため、2♣の代わりに、ディーラーを基準にしてオープニング・リードを行うプレイヤーを決める方式の方が好まれることもある。この方式では、ディーラーの左側のプレイヤーがオープニング・リードを行い、戦略を考えて自由に最初に出すカードを選ぶことができる（ペナルティ・カード以外）。このルールを適用する場合は、ディーラーの順序をしっかりと記録しておく必要がある。

### カードの交換
誰にカードを渡すのかは地方ルールにより、カード交換を行わないルールもある。Windowsに付属しているハーツのソフトでは、誰にカードを渡すのかがディールに依存しており、カードを渡すプレイヤーが左隣り、右隣り、対面、カード交換無しの順番で繰り替えされる。（注 : このソフトでは参加人数は4人。）
また分割パスとよばれるローカルルールでは、カードを交換する際、ホールドの前に「分割パス」という交換方法を追加する。「分割パス」のカード交換では、ほかの3人のプレイヤーに1枚ずつカードを渡す。
カードの交換方法には、ディーラーがそのラウンドの交換方法を決める方式もある。交換するカードの枚数には上限を決めることが多いが、ディーラーはカードの交換方法を型にはまることなく自由に決めてよい（「左側に2枚、右側に1枚」など）。ただし、ディーラーは自分の手札を見る前に交換方法を決めなければならない。

## 様々なハーツ
ハーツには様々な変種ゲームがある。代表的なハーツであるブラックレディとの違いのみを述べる。
- 基本ハーツ[1]: ハートの札はマイナス1点だが、Q♠はマイナス点の札ではない。
- オムニバスハーツ[1]: 10♦（ルールによってはJ♦[6]）が（マイナスではなく）プラス10点の札になる。10♦はスラムの達成の為には必要ない。
- ピンクレディ[1]: Q♠（ブラックレディ）のみならずQ♥（ピンクレディ）もマイナス13点の札になる。他のハートはマイナス1点。10♦（ルールによってはJ♦[6]）はプラス10点。

### キティ・ハーツ
ディーラーは、52枚のカードをよく切ってすべて配る。ただし、その際にカードを1枚裏向きにしてテーブルの中央に置く。このカードを「キティ」といい、各プレイヤーは17枚のカードを受け取る。最初のトリック（または、最初にペナルティ・カードの出たトリック）の勝者はキティも獲得し、そのプレイヤーだけがキティが何か見ることができる。このルールでは、状況によってはキティのカードを取ることにもメリットがあるため、オープニング・リードでは2♣を出す必要はない。オープニング・リードについては何らかの変更ルールを使用する。

### ハイロー・ジョーカー・ハーツ
この変種では、2枚のジョーカーを加えた54枚のカードを使用する。カードは各プレイヤーに18枚ずつ配り、キティは存在しない。ジョーカーはハートとして扱う。ただし、最初に出たジョーカーは「ハイ」で、Aより強い。2番目に出たジョーカーは「ロー」で、2より弱い。得点に関しては、ハートのカードが計15枚になるため、Q♠の得点を15点に上げることが多い。実際にどうするかは、「紳士協定」ルールと同様にゲームの開始前に決めておく。この変種は「ハロー・ハーツ」ともいう。

### キャンセレーション・ハーツ
これは大人数用（6人以上）の変種である。キャンセレーション・ハーツではトランプを2組使用し、ペナルティ・ポイントは合計52ポイントになる。1回のトリックで同じカードが出された場合、2枚とも「キャンセル」され、トリックの勝敗には影響しない。リードされたスートのカードで、キャンセルされなかったカードのうち最も強いカードが勝つ。リードされたスートのカードがすべてキャンセルされた場合は、そのトリックのリードをしたプレイヤーが次のトリックでもリードし、そのトリックの勝者が前回のトリックのカードも獲得する。カードがキャンセルされるのはトリックの勝敗を決める場合だけで、キャンセルされたカードにもペナルティ・ポイントは発生する。
手札は、各プレイヤーに均等に配る。カードの交換方法は人数に合わせて変える必要がある。残ったカードは表向きにして置いておき、最初のトリックの勝者がそのカードも獲得する。たとえば、7人のプレイヤーで2組のトランプ（104枚）を使う場合、各プレイヤーは14枚の手札を受け取り、残りの6枚は表向きにして残しておく。
シュート・ザ・ムーンを達成した場合は、他のプレイヤーの得点に52ポイント加算する。しかし、キャンセレーション・ハーツではこれは滅多に起きない。
プレーヤーの数が11人以上になると、トランプは3組必要になってくる。キャンセルのルールは同様に適用されるが、同じカードが3枚とも1回のトリックで出された場合は、最初の2枚だけがキャンセルされ、3枚目は有効となる。トランプを3組使う場合は、シュート・ザ・ムーンの得点は78ポイントになり、通常はこれでゲームが終了するか、終了に大きく近づくことになる。しかし、シュート・ザ・ムーンは2組のトランプを使う場合よりもさらに起きにくくなる。4組以上のトランプを使用する場合にも同様にキャンセルのルールを適用することはできるが、それほど多くの枚数が必要になることはあまりないだろう。

### 各種の得点ルール

#### ターゲット・スコア
これは、合計得点が特定の値ちょうどになった場合にボーナスを得るというルールである。あるプレイヤーの得点がちょうど50になった場合は0に、100になった場合は50に減らされる。

#### クラブの10
10♣もペナルティ・カードで、10♣を獲得したプレイヤーはそのラウンドのポイントが2倍になる。オムニバスのルールを使用している場合10♣はそのプレイヤーが獲得したカードに応じてペナルティにもボーナスにもなりうる。このルールは今ではあまり使われていない。

#### シュート・ザ・ムーン
1ゲームで全てのハートと12（Q）のスペードを取るとボーナスとして自分を除く全員に−26ポイントが加算される。
「だれでもアソビ大全」では、それに加えてそれまでの自分のマイナス点が帳消しになるというルールが採用されている。

#### シュート・ザ・サン
トリックをすべて獲得した場合、ボーナスは通常の26ポイントの倍の52ポイントになる。

#### スポット・ハーツ
これは、強いハートほどペナルティ・ポイントも大きくなるというルールである。具体的には、各ハートはその数字と同じポイントになる（2♥ = 2、…、K♥ = 13、A♥ = 14）。Q♠は25ポイントのペナルティになる。これによって、各ラウンドで計129ポイントが割りふられることになり、通常は誰かの得点が500ポイント以上になるまでゲームを続ける。「シュート・ザ・ムーン」については、ボーナスを全カードのポイントの合計値にするか、単にこのルールは使用しない。また、ポイントを2♥ = 2、…、10♥ = 10、J♥ = 10、Q♥ = 10、K♥ = 10、A♥ = 15、Q♠ = 25とするルールもある。

#### 複素数ハーツ
これは、リチャード・ガーフィールドが考案したとされる変種ゲームである。
複素数ハーツのルールは通常のハーツと同じであるが、得点計算には複素数を使用する。カードの得点は、ハートは1枚につき1ポイント、Q♠は {\displaystyle 13i} ポイント、J♦は-10ポイントとなる。10♣を獲得したプレイヤーは、そのラウンドの得点に {\displaystyle 2i} をかける。最初に得点の絶対値が100を超えたプレイヤーが敗者となる。勝者は、この時点で得点の絶対値が最小のプレイヤーである。
なお、複素数 {\displaystyle a+bi} の絶対値は{\displaystyle {\sqrt {a^{2}+b^{2}}}}である。
この方式では、J♦が常にボーナス・カードになるとは限らないし、ペナルティ・カードも常に有害とも限らない。たとえば、10♣とQ♠を同時に獲得すると-26ポイントになり、ペナルティ・ポイントを減らすことができるかもしれない。同様に、合計得点の実部がマイナスになったプレイヤーにとってはJ♦はペナルティ・カードになるし、ハートのカードがボーナス・カードになる。また、ペナルティ・ポイントの虚部を打ち消すにはJ♦と10♣を同時に獲得するしかない（この場合、{\displaystyle -20i} ポイントになる）。そのため、Q♠は特に危険である。
複素数ハーツでの「シュート・ザ・ムーン」のルールにはさまざまなものがある。そのうちのひとつは、「シュート・ザ・ムーン」を達成したプレイヤーが {\displaystyle \pm 13\pm 13i} の符号を決め、各プレイヤーの得点に加えることができるというものである。